# Dolina Gąsienicowa

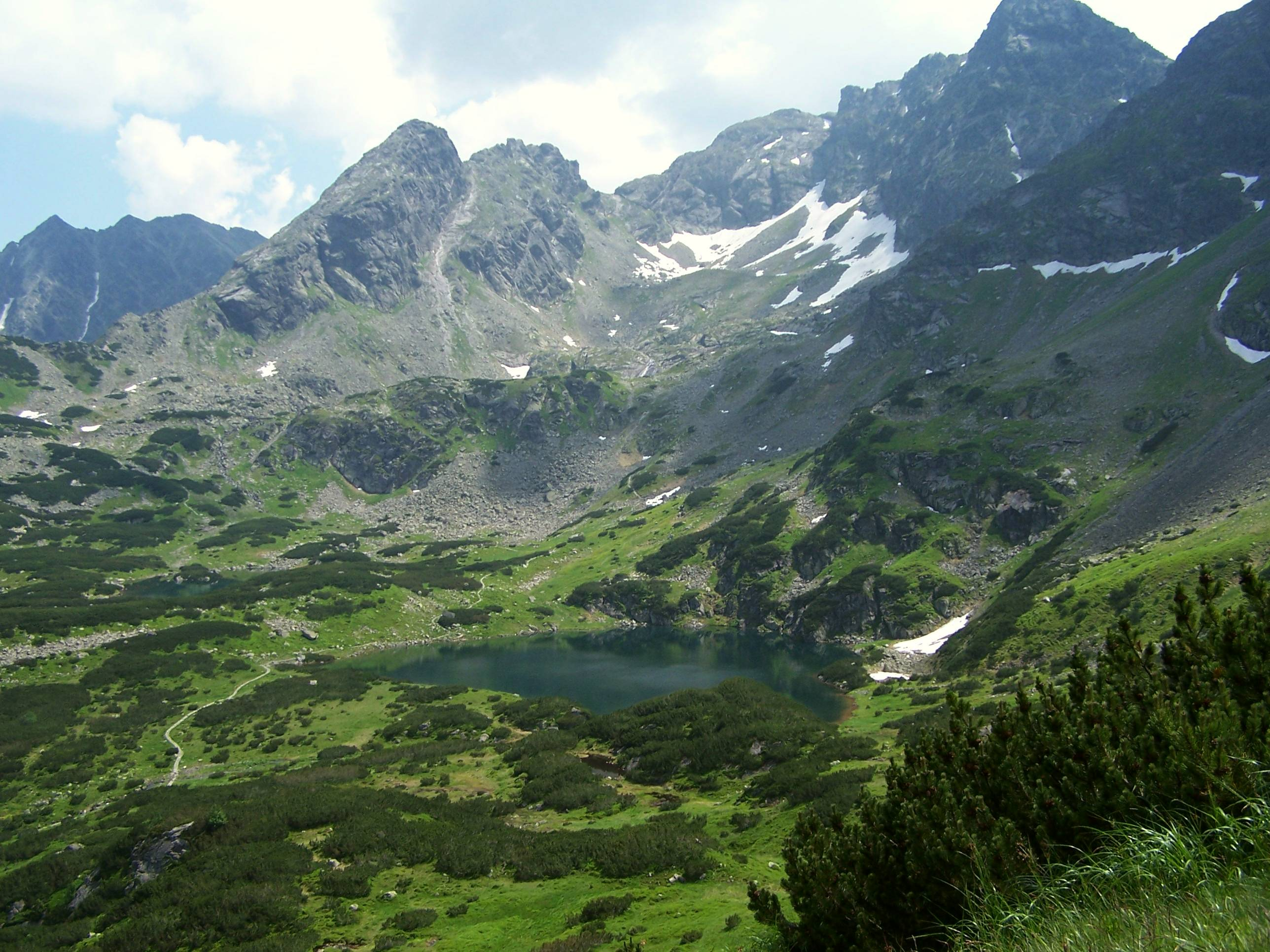
Dolina Zielona Gąsienicowa

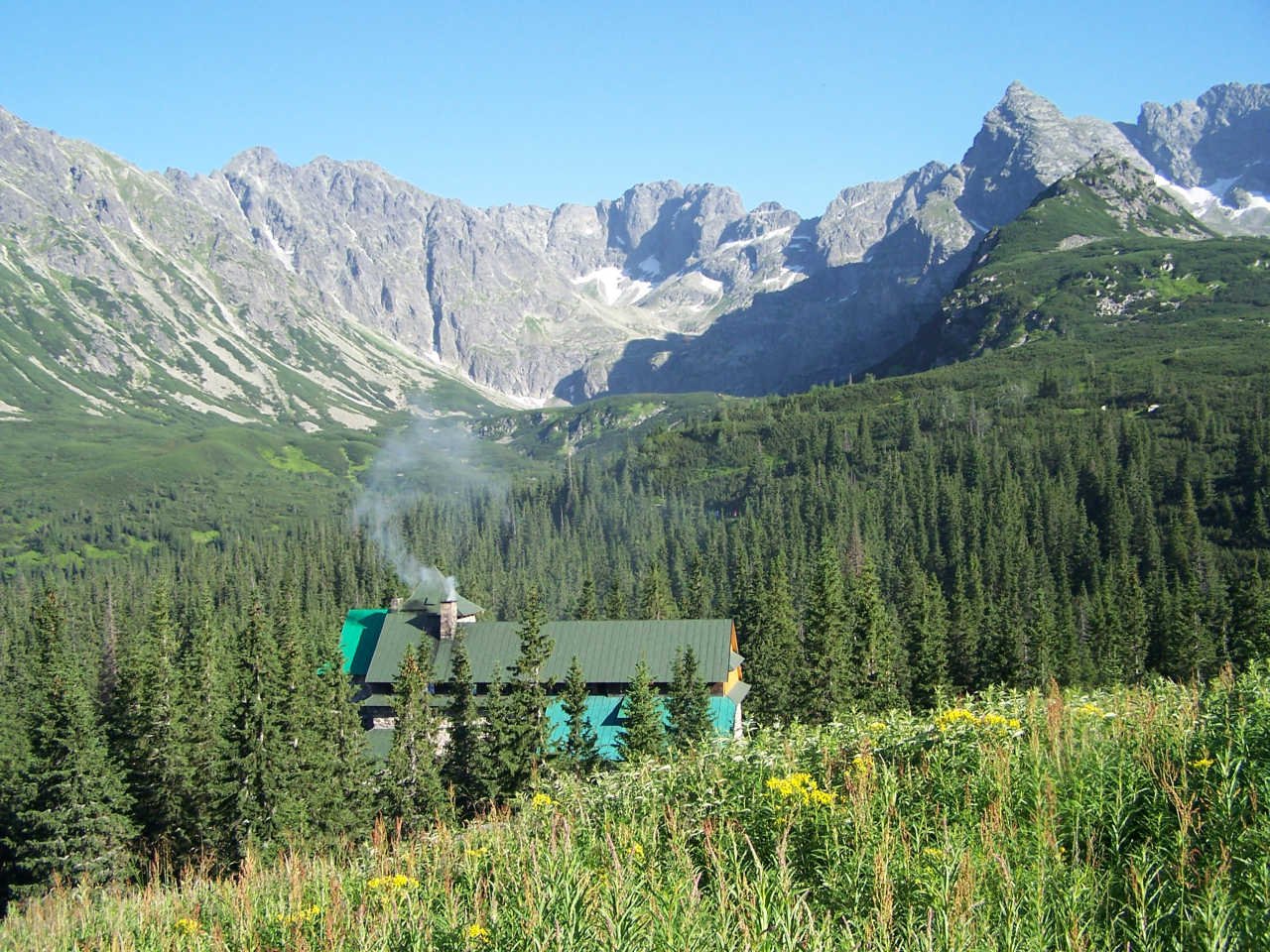
Dolina Czarna Gąsienicowa a chata PTTK „Murowaniec”

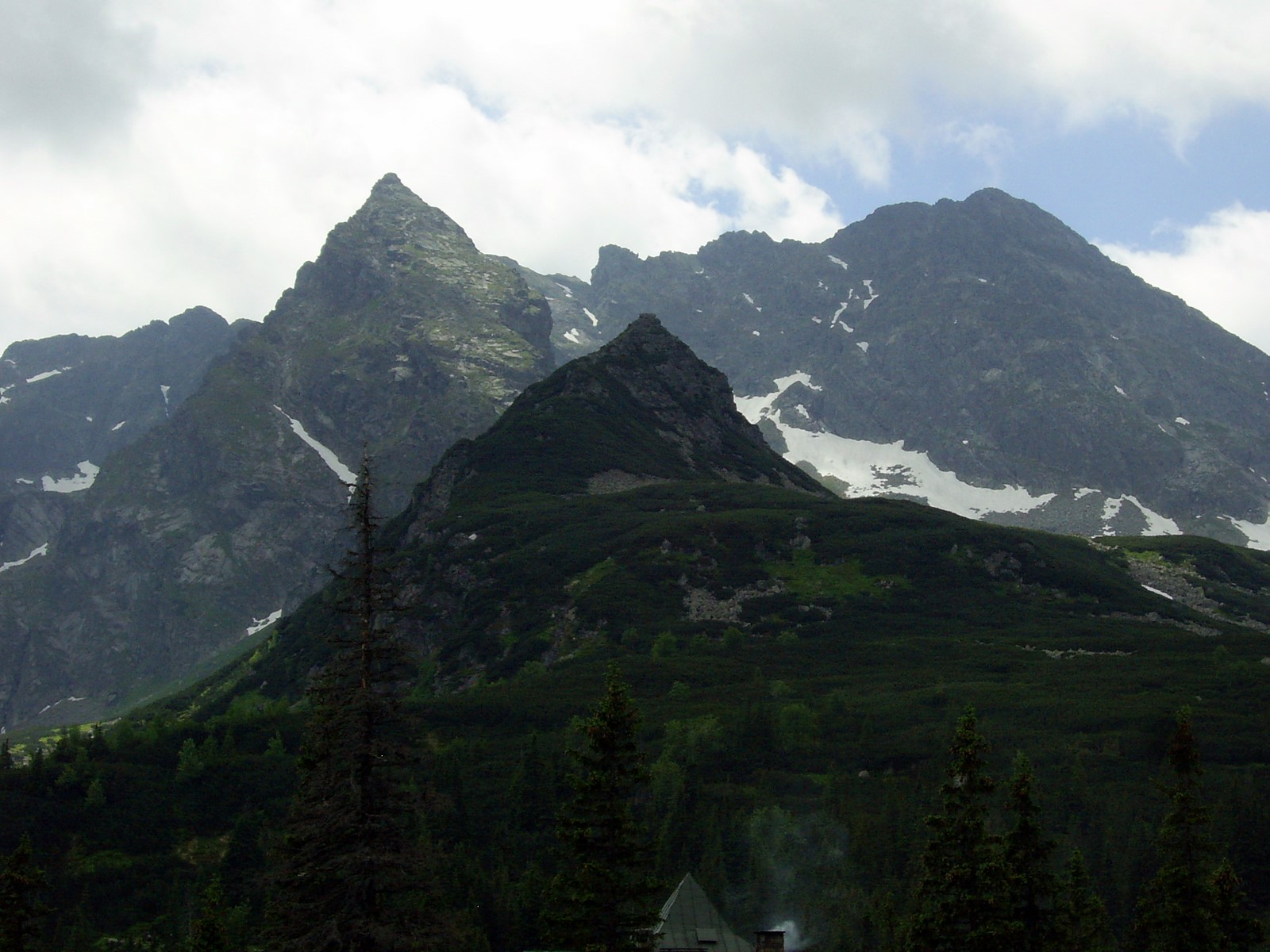
Pohled na Kościelec, Mały Kościelec a Svinici

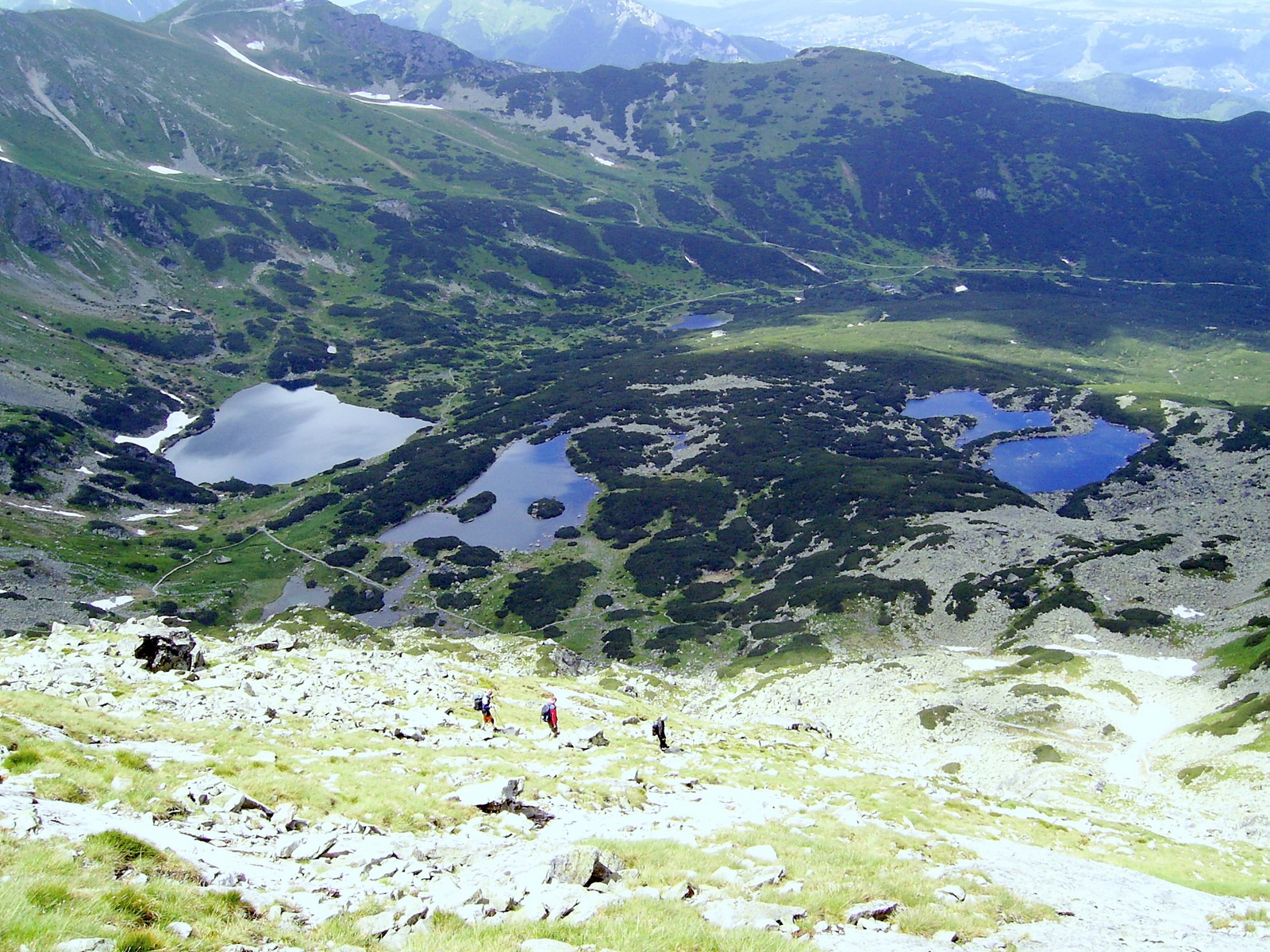
Gąsienicowe jezera viditelné ze stezky do Koscielce

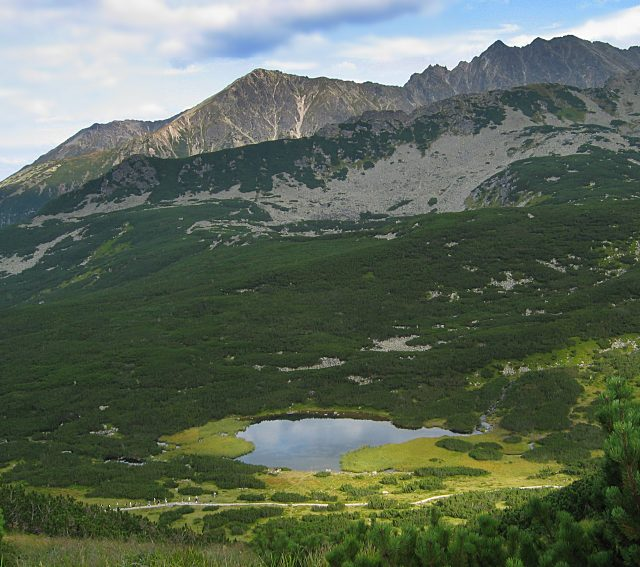
Litworowé jezero a Kościelców hřeben

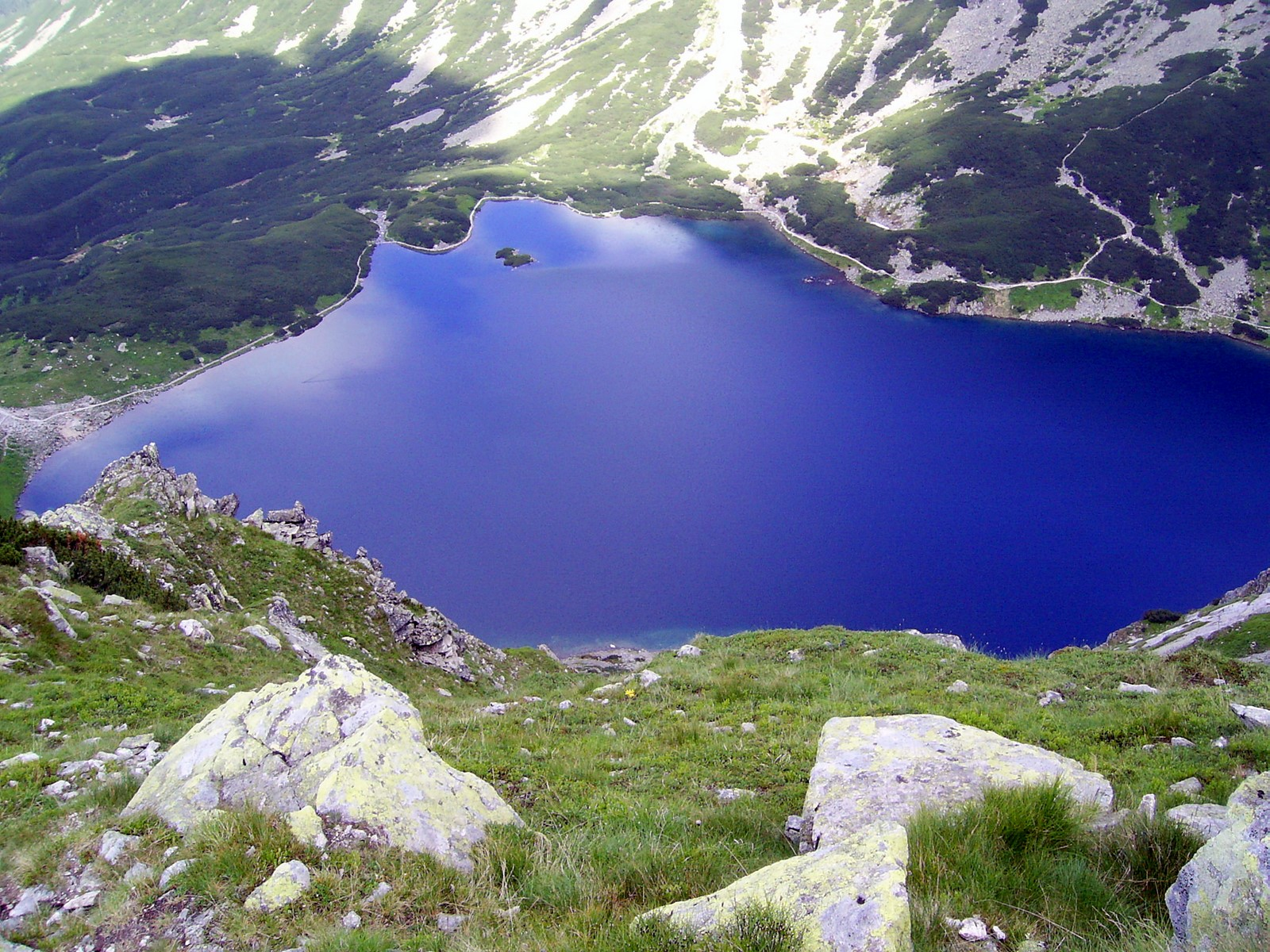
Největší jezero údolí – Czarny Staw Gąsienicowy

Dolina Gąsienicowa (česky snad Gasienicovo údolí, slov. Gąsienicova dolina, něm. Gąsienicatal, Gąsienica-Seetal, maď. Gąsienica-tavak-völgy) – je horní část údolí Dolina Suchej Wody Gąsienicowej v polských Tatrách. Odděluje se od něj ve výšce 1425 m n. m. (tam, kde ústí Czarny potok do údolí Suchej Wody Gąsienicowe). Údolím prochází hranice mezi Vysokými a Západními Tatrami (od Ľaliového sedla korytem potoka Suchá voda).

## Topografie
Dolinę Gąsienicową je ohraničena:
- z východu – bočním hřebenem, který se táhne od Dolinę Gąsienicową přes Żółtą Turnię;
- z jihu – části východního hřebene Svinice od Skrajnego Granatu po Svinici a částí hlavního hřebenu po Kasprov vrch;
- od západu – severovýchodním hřebenem Kasprova vrchu po vrchol Kopa Magury.

Dolina Gąsienicowa má dvě větve oddělené hřebenem Kościelców nazvané Doliną Czarną Gąsienicową (na východně straně hřebenu) a Doliną Zieloną Gąsienicową (na západní straně).
Dolina Zielona Gąsienicowa má jednu větev – údolí Dolina Suchą Stawiańską, známou také jako Kocioł Kasprowy nebo Kocioł Gąsienicowym a v horní části leží Świnicką Kotlinka, Mylną Kotlinka a Zadnie Koło, které se nachází na úpatí hory Svinica. Větví Doliny Czarnej Gąsienicowej je údolí Dolinka Kozia a jeho horní patro tvoří kotle Czarnego a Zmarzłego jezera.

## Vodstvo
V jihozápadní části, známé též jako Doliną Zieloną Gąsienicową, leží téměř všechna jezera údolí Doliny Suchej Wody (tzn. Gąsienicowe Stawy – Gąsienicowa jezera). Jsou to:
- Zielony Staw Gąsienicowy (3,764 ha)
- Długi Staw Gąsienicowy (1,564 ha)
- Kurtkowiec (1,536 ha s ostrovem)
- Dwoisty Staw Gąsienicowy (dvě jezera: 1,355 a 0,880 ha)
- Zadni Staw Gąsienicowy (0,515 ha)
- Litworowy Staw Gąsienicowy (0,407 ha)
- Czerwone Stawki Gąsienicowe (dvě jezera: 0,196 a 0,138 ha)
- Mokré Jama (0,048 ha)
- Kotlinowy Stawek (0,021 ha)
- Dwoiśniaczek (čtyři jezírka: 0,019, 0,014, 0,007 a 0,002 ha).
- Troiśniak (tři jezírka: 0,017 a 0,003 ha, třetí zaniká)
- Dwoiśniak (0,007 ha, druhé jezero je vyschlé)
- Jedyniak (0,006 ha).
- Samotniak (vyschlé).

V jihovýchodní části, nazvané Doliną Czarną Gąsienicową jsou další dvě jezera: Czarny Staw Gąsienicowy (největší jezero v celém údolí – 17,944 ha) a Zmarzły Staw Gąsienicowy (0,28 ha).
Údolí má vody odváděny z velké části podzemními toky. Voda v celém údolí Doliny Zielonej Gąsienicowej teče podzemní toky, včetně Doliny Goryczkowej (část do vyvěračky Goryczkowy Wywierzysku) a do vedlejšího údolí Dolina Kasprowa (protéká jeskyní Jaskini Kasprowej Niżniej). Hlavním tokem údolí je Czarny Potok a Sucha Woda, podstatná část jejich toku mizí pod skalami.

## Historie
Jméno údolí Dolina Gąsienicowa je spojeno se jménem Gąsienicówců, bývalých majitelů. Údolí bylo dříve intenzivně vypásáno, bylo částí tzv. Hali Gąsienicowe. V záznamech se objevuje v roce 1653 jako hala Stawů (ples). Na mapách z devatenáctého století je uveden název Dolina Siedmiu Stawów (údolí sedmi jezer). Převážně žilo pastýřským životem, bylo navštěvována lupiči, říká se, že zde na povstání verboval Aleksander Kostka-Napierski. V roce 1964 byl dokončen výkup od soukromých vlastníků, většina salaší byla demontována a pastviny byly zlikvidovány. Od tohoto okamžiku začíná v důsledku přírodní sukcese zarůstání údolí lesem a klečí. V současné době je dno údolí již zcela pokryté obrovskými poli kosodřeviny.

## Turistika
Údolí je navštěvováno turisty již od počátku devatenáctého století, slouží jako rozcestník pro mnoho turistických a lyžařských tras a pro horolezce. V údolí byla v letech 1921–1925 postavena chata „Murowaniec”. Proto byla v letech 1921–1923 vytvořena zpevněná cesta (uzavřená pro automobily, která se používá mimo jiné k zásobování chaty). Ostatní budovy v údolí jsou: výcvikové základny horolezců – "Betlejemka" lesovnaTPN – "Księżówka", meteorologická měřicí stanice PAN, strážní domek TPN "„Gawra” a několik pastýřských salaší. V současné době je, jak uvádí Wladyslaw Cywiński, ... nejintenzivněji rozvinuté údolí Tater. Do hodnocení se promítají 3 měřitelné, objektivní faktory: počet lůžek, počet kilometrů vleků a kapacita na jednotku plochy.

## Turistické stezky
Chata Murowaniec v údolí Gąsienicowe je centrem turistických tras:
 – modrá značka z Kuźnice přes Boczań, Skupniów Upłaz a průsmyk mezi Kopami do Murowance, odtud na Czarny Staw Gąsienicowy a sedlo Zawrat.
- Doba přechodu z Kuźnice na Murowaniec 2 h, 1,35 h ↓
- Doba přechodu z Murowance na Zawrat: 2,20 h, 1,50 h ↓

  – do sedla mezi Kopami také vede žlutá značka údolím Jaworzynką. Doba přechodu z Kuźnice na Murowaniec touto cestou a pokračováním po modré: 2 h (↓ 1.35 h)
 – černá na Brzezin přes Psią Trawkę. Čas: 1,45 h, 2,15 h ↑
 – zelená do Wierchporońca přes Rówień Waksmundzka, Gęsią Szyję a Rusinowu Polanu. Čas: 3,50 h, 4,15 h zpátky
 – žlutá z Kasprowego Wierchu přes Roztokę Stawiańską na Murowaniec, odtud Dolinou Pańszczycą do sedla Krzyżne.
- Doba přechodu z Kasprowego Wierchu na Murowaniec 1,05 hod, 1,25 hod ↑
- Doba přechodu z Murowance na sedlo Krzyżne: 2,45 h, ↓ 2,05 h